# Agnès Kraidy
Agnès Kraidy est une écrivaine et journaliste ivoirienne née le 10 février 1965. Depuis avril 2014, elle est présidente du Réseau des femmes journalistes et des professionnelles de la communication de Côte d'Ivoire (REFJPCI),.

## Biographie
Agnès Kraidy a été rédactrice en chef du magazine Femme d'Afrique et du quotidien ivoirien Fraternité Matin. Agnès Kraidy est journaliste et formatrice depuis plus de 20 ans.